# Lesica (Wrocław)
Lesica w czasach PRL PGR Rędzin lub Rędzin Leśny (niem. Waldvorwerk Ransern) – osiedle Wrocławia w dawnej dzielnicy Psie Pole. 
Samo osiedle jest niewielkie (składa się – stan na rok 2006 – tylko z kilku budynków, niektóre są opuszczone i niszczeją), natomiast pola i lasy przy nim położone sięgają na wschód granicy osiedla na Odrze, na północy granicy Wrocławia z gminą Oborniki Śląskie na Widawie, od wschodu przez pola irygacyjne (Pola irygacyjne Wrocławia) graniczy ze Świniarami, od południa z Rędzinem. Przez Lesicę przechodzi tylko jedna, wiodąca z Rędzina utwardzona droga, bardzo wąska, brukowana grubą bazaltową kostką, kończąca się przy bramie znajdującej się tu przepompowni ścieków. Jest to końcowy odcinek ulicy Wędkarzy. Prócz tego wzdłuż Odry biegnie Grobla Karłowicko-Rędzińska, element systemu przeciwpowodziowego. Naprzeciw Lesicy, po przeciwnej stronie Odry znajdują się osiedle Pracze Odrzańskie oraz – dzielące je dwa mniejsze osiedla, Janówek i Nowa Karczma – ujście rzeki Bystrzycy.

## Historia osiedla
Pierwszy raz wzmiankowana jako folwark należący do Wrocławia w 1794 r. pod nazwą Ransener Wald – Vorwerk, następnie w 1845 r. pod nazwą Waldvorwerk Ransern był traktowany jako część Rędzina. W takim chrakterze osada występowała do 1945, później stanowiła gospodarstwo należące do PGR Osobowice. Przed i po II wojnie światowej zabudowania folwarku Lesica były skomunikowane z Rędzinem kolejką wąskotorową, zlikwidowaną wkrótce po wojnie. Lesica formalnie włączona została w granice miasta wraz z sąsiednim Rędzinem w roku 1973.
W roku 2006 jedynym bezpośrednim przejawem aktywności gospodarczej w Lesicy – oprócz przepompowni – była prowadzona w jednym z budynków gospodarczych dawnego PGR hodowla dżdżownic.